# Équipe de Moldavie féminine de football
Cet article traite de l'équipe féminine. Pour l'équipe masculine, voir Équipe de Moldavie de football.
Maillots
L'équipe de Moldavie féminine de football est l'équipe nationale qui représente la Moldavie dans les compétitions internationales de football féminin. Elle est gérée par la Fédération moldave de football.

## Histoire
La Moldavie joue son premier match officiel le 10 septembre 1990 à Bucarest contre la Roumanie (défaite 4-1).
Les Moldaves n'ont jamais participé à une phase finale de compétition majeure de football féminin, que ce soit le Championnat d'Europe féminin de football, la Coupe du monde ou les Jeux olympiques.

## Classement FIFA
| Année              | 2003 | 2004 | 2005 | 2006 | 2007 | 2008 | 2009 | 2010 | 2011 | 2012 | 2013 | 2014 | 2015 | 2016 | 2017 | 2018 | 2019 | 2020 | 2021 | 2022 | 2023 |
| ------------------ | ---- | ---- | ---- | ---- | ---- | ---- | ---- | ---- | ---- | ---- | ---- | ---- | ---- | ---- | ---- | ---- | ---- | ---- | ---- | ---- | ---- |
| Classement mondial | 88   | 93   | 92   | 105  | 101  | 117  | 92   | 128  | 136  | 131  | 118  | 133  | 105  | 95   | 81   | 95   | 90   | 86   | 100  | 110  | 121  |